# Панино (муниципальный округ Егорьевск)
Па́нино — деревня в муниципальном округе Егорьевск Московской области России. Входит в культурно-историческую местность Леоновщина.

## География
Деревня Панино расположена на реке Тетеревке.

## История
Упоминается с 1577 года в составе Крутинской волости Коломенского уезда как деревня Степанище.Современное название получила по имени помещика Панина, владевшего ею в середине XVI века. В 1627 году упоминается как д.Степанищево Пановская тож. По сведениям переписной книги 1709 года в Панине числилось 4 крестьянских двора за стольником Иваном Ивановичем Леонтьевым.
С 1861 года в составе Василёвской волости. Приход был в Преображенской церкви с.Спас-Леоновщина.
В 1873 году создана школа. Из промыслов в деревне был наиболее развит бондарный.
По книге «Населённые места Рязанской губернии» (1906) в деревне было 72 домовладельца (594 жителя), 1 чайная лавка, бондарное производство.

## Демография
Население — 33 человек (2010).
| 1859 | 1868 | 1885 | 1905 | 1926 | 2002 |
| ---- | ---- | ---- | ---- | ---- | ---- |
| 431  | ↗466 | ↗558 | ↗594 | ↘564 | ↘37  |
| 2006 | 2010 |      |      |      |      |
| ↗47  | ↘33  |      |      |      |      |